# Melicertissa platygastra
Melicertissa platygastra is een hydroïdpoliep uit de familie Laodiceidae. De poliep komt uit het geslacht Melicertissa. Melicertissa platygastra werd in 1951 voor het eerst wetenschappelijk beschreven door Nair. 